# رودبارة سر (كجيد)
رودبارة سر (بالفارسية: رودبارده سر) هي قرية تقع في إيران في قسم كجيد الريفي. يقدر عدد سكانها بـ 48 نسمة بحسب إحصاء 2016.